# أصيل صنصور
أصيل صنصور(1977-) هومخرج سينمائي وتلفزيوني فلسطيني من مواليد مدينة بغداد. حصل على درجة البكالوريوس في الهندسة الكهربائية من الجامعة الأردنية عام 2000، وعلى درجة الماجستير في وسائل الإعلام من جامعة مينيسوتا في الولايات المتحدة الأمريكية عام 2010. وهو عضو لجنة التحكيم في مهرجان عمان السينمائي. إختار منظمو مهرجان دبي السينمائي الدولي فيلمه الروائي القصير (بوملي) ليكون ضمن مسابقة جوائز المهر للإبداع السينمائي العربي في دورته الخامسة .

## أهم أعماله
أخرج عدد من الأفلام القصيرة بين عامي (2004- 2008) ، منها فيلم "عمو نشأت" وفيلم "على مد البصر" والتي حصد من خلالها على العديد من الجوائز المحلية والدولية. وله مجموعة من الأفلام الوثائقية منها فيلم "جنباً إلى جنب". إضافة إلى إخراج الفيلم الأضخم إنتاجاً محلياً وهو فيلم (الثورة العربية الكبرى).